# Szerencs
Szerencs (németül: Serentsch, szlovákul: Serenč) kisváros Borsod-Abaúj-Zemplén vármegyében, a Szerencsi járás székhelye, Miskolctól mindössze 30 kilométerre. A Zempléni-hegység déli lábánál, a Taktaköz peremén helyezkedik el. A város történelme gazdag és szorosan összefonódik a környék kulturális és gazdasági életével.
Szerencs nevezetességei közé tartozik a szerencsi vár, mely a 16. században épült, ma pedig a város egyik jelképének számít. A várkastély nemcsak történelmi, hanem kulturális központként is funkcionál, hiszen múzeumnak és kiállításoknak ad otthont.
A város ipari örökségéről is híres, ugyanis itt működött a szerencsi cukorgyár. Az 1889–2007 között üzemelő cukorgyár a magyarországi rendszerváltáskor működő 12 cukorgyár egyike volt. A külföldi és magyarországi bankok által alapított, kedvezményes állami kölcsönnel támogatott cég több mint százéves működése alatt meghatározó szerepet játszott a szerencsi térség fejlődésében.
Szerencs az Alföld és a Zempléni-hegység találkozásánál nőtte ki magát várossá. Napjainkban a város központi szerepét erősítik alap- és középfokú oktatási intézményei, egészségügyi szolgáltatásai, sportlétesítményei és egyéb szolgáltatásai.

## Fekvése
A város déli része síkságon fekszik, az északi része már a Zempléni-hegység egyik hegye, az Árpád-hegy oldalába kúszik fel. Különálló településrésze az egykor önálló Ond, amely a Fekete-hegy lejtőire épült, valamint Fecskés, amely a város legkeletibb részén fekszik, a tokaji vasút és a mezőzombori országút által közrefogott területen. Közeli hegyek még: Bekecsen a Nagy-hegy, Erdőbénye határában a Szokolya-hegy és a tokaji Kopasz-hegy.

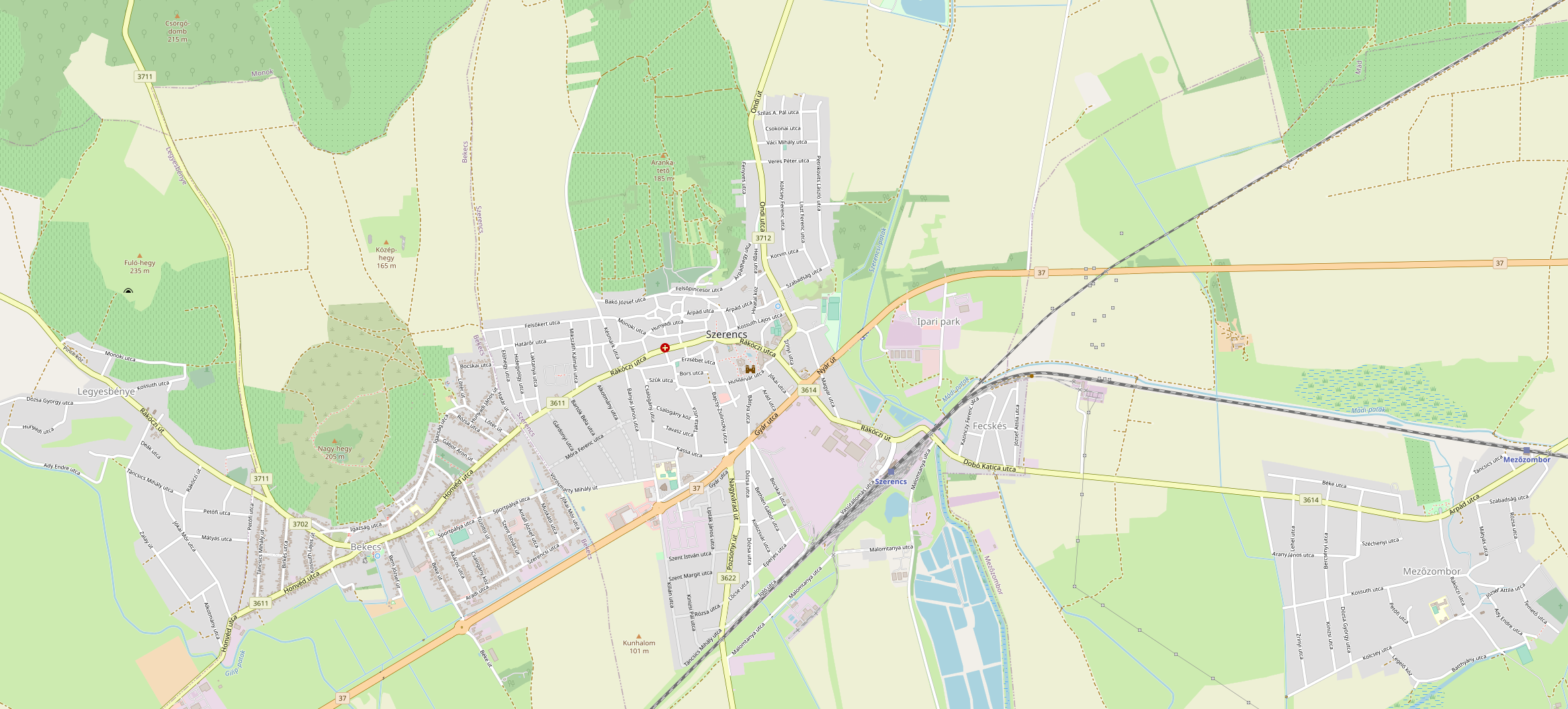
Szerencs és környékének térképe

A közvetlenül határos települések: észak felől Tállya és Rátka, északkelet felől Mád, délkelet felől Mezőzombor, dél felől Prügy, délnyugat felől Taktaszada, nyugat felől Bekecs, északnyugat felől pedig Monok. A térség fontosabb városai Miskolc, Tokaj, Sárospatak és Sátoraljaújhely.
Szőlő- és borgazdasági szempontból Szerencs a Tokaji borvidék része, pontosabban a Hegyalja és a Zempléni-hegység „kapuja”.

### Megközelítése
Legfontosabb közúti megközelítési útvonala a 37-es főút, amely keresztülhalad a belterületén is, a belvárosától délre. A környező települések közül Bekeccsel a 3611-es, Rátkával és Tállyával a 3712-es, Mezőzomborral a 3614-es, Prüggyel pedig a 3622-es út köti össze.
A hazai vasútvonalak közül a Budapest–Sátoraljaújhely-vasútvonal és a Szerencs–Hidasnémeti-vasútvonal érinti, melyeknek egy közös állomásuk van itt. Szerencs vasútállomás a város délkeleti széle közelében helyezkedik el, a 3614-es út vasúti keresztezésétől nem messze nyugati irányban; közúti elérését az abból kiágazó 36 304-es számú mellékút (Vasútállomás utca) teszi lehetővé.

## Története
A település környéke már az őskorban lakott volt: Szerencs-Taktaföldváron újkőkori, a Hajdúréten Kőrézkori leleteket tártak fel.
Anonymus krónikája szerint Árpád fejedelem és vezérei Hung várából jövet a Takta mellett, a Szerencse hegyéig elterülő mezőn táboroztak le.
A 12. században a johannita lovagrend alapított itt kolostort. Szerencset a középkorban említik először: a plébániatemplomról első említése 1217-ből való. Az 1420-as évek körül Szerencs és környéke Brankovics György szerb despota birtoka lett. 1490-ben már mezőváros, a Rákóczi-család birtoka volt; 1507-től pedig Szapolyai János volt a helység ura. 1583-ban Rákóczi Zsigmond zálogba kapta Rudolf császártól Szerencs várát és a nemesi birtokot, majd 1603-ban a végleges adománylevelet is megkapta.
1605. április 17–20. között itt tartották azt az országgyűlést, amin Bocskai Istvánt Magyarország fejedelmévé választották. Hálából 1606. március 9-én Bocskai "kiváltságos mezőváros" státuszt ad Szerencsnek.
A 18. században a település fejlődésnek indult, ám a fejlődés a 19. században megtorpant. 1876-ban a községi törvény értelmében Szerencs a városi rangot is elveszítette. Az ipartelepítés azonban újra elősegítette a fejlődést. 1889-ben felépült a cukorgyár, amely az akkori Európa legnagyobb cukorgyára volt, majd 1923-ban a csokoládégyár is felépült. 1930-ban már csaknem 7000 lakosa volt a településnek.
A második világháború után Szerencs a Szerencsi járás székhelye lett. Az 1960-as években a fejlődés új lendületet kapott, a meglévő gyárakat korszerűsítették, felépült a kenyérgyár és a gépgyár is, új iskolák nyíltak.
1984-ben Szerencs újra városi rangot kapott.
Az EU szabályozás reformjának következményeképpen 2008. március 10-én bejelentették a cukorgyár bezárását. 2009. március 10-én a gyár területén emlékparkot avattak és az önkormányzat emléknappá nyilvánította március 10-ét.
A monda szerint a Szerencs nevet Árpád fejedelem adta a városnak, amikor az Árpád-hegyen ezt mondta: „Ma ád (ebből származik Mád neve) Isten szerencsét (Szerencs) e tájon (Tállya) Ond (Ond) és Tarcal (Tarcal) vezéreknek.”

## Közélete

### Polgármesterei
- 1990–1994: Magda Gábor[3][4] (Bocskai Társaság)
- 1994–1998: Magda Gábor (Bocskai Társaság)[5]
- 1998–2002: Magda Gábor (Bocskai Társaság)[6]
- 2002–2006: Rónavölgyi Endréné (MSZP)[7]
- 2006–2010: Rónavölgyi Endréné (MSZP)[8]
- 2010–2014: Koncz Ferenc (Fidesz-KDNP)[9]
- 2014–2018: Koncz Ferenc (Fidesz-KDNP)[10]
- 2018–2019: Nyiri Tibor (Fidesz-KDNP)[11]
- 2019–2024: Nyiri Tibor (független)[12]
- 2024– : Kiss Attila (Fidesz-KDNP)[1]

A városban 2018. július 29-én időközi polgármester-választást kellett tartani,  mivel Koncz Ferencet országgyűlési képviselővé választották és az összeférhetetlenségi törvény alapján lemondott A posztért egyetlen jelölt indult.

## Népesség
A település népességének változása:
| Lakosok száma | 9166 | 9130 | 8473 | 8389 | 8445 | 8360 |
|               | 2013 | 2014 | 2021 | 2022 | 2023 | 2024 |

2001-ben a település lakosságának 98,5%-a magyar, 1,5%-a cigány nemzetiségűnek vallotta magát.
A 2011-es népszámlálás során a lakosok 86,5%-a magyarnak, 2,4% cigánynak, 1,5% németnek, 0,2% románnak, 0,2% szlováknak mondta magát (13,5% nem nyilatkozott; a kettős identitások miatt a végösszeg nagyobb lehet 100%-nál). A vallási megoszlás a következő volt: római katolikus 40,7%, református 19,9%, görögkatolikus 5,1%, evangélikus 0,2%, felekezeten kívüli 7,1% (25,7% nem nyilatkozott).
2022-ben a lakosság 89,8%-a vallotta magát magyarnak, 1,4% németnek, 1,1% cigánynak, 0,2% románnak, 0,1% ruszinnak, 0,1% szlováknak, 2,9% egyéb, nem hazai nemzetiségűnek (10,1% nem nyilatkozott; a kettős identitások miatt a végösszeg nagyobb lehet 100%-nál). Vallásuk szerint 33,4% volt római katolikus, 18,5% református, 4,3% görög katolikus, 1,1% egyéb keresztény, 0,2% evangélikus, 0,1% ortodox, 4,7% felekezeten kívüli (37,2% nem válaszolt).
Szerencs lakosságának száma 1870-ben 2406 fő volt, amely 1900. évre 5904 főre emelkedett. A település népessége a két világháború éveit leszámítva folyamatosan növekedett, így 1941-ben 8467 fő, 1970-ben 9240 fő, 1980-ban 10.094 fő. Az 1980-as és az 1990-es években már nem volt további növekedés, viszonylagos stagnálás volt ezen időszakban a lakosság számának tekintetében, mivel 1990-ben 10.247 főt, míg 2001-ben 10.019 főt tett ki. Ezt követően jelentősebb csökkenés történt a lakosság számában. 

## Látnivalók
- Rákóczi-várkastély
- Cukormúzeum
- református templom, benne kiáltották ki Bocskai Istvánt fejedelemmé en 1605, 3 év mülva itt temették el Rákóczi Zsigmondot
- katolikus templom
- Képeslap-múzeum
- Játékmúzeum
- Községi Fürdő
- Aranka-tető Kilátó
- Interaktív Csokoládé Műhely
- Cukorgyári Emlékpark
- Hegyalja Kapuja
- Zemplén Múzeum

## Képgaléria

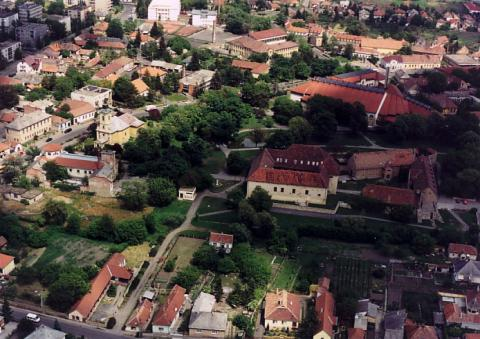
Szerencs látképe
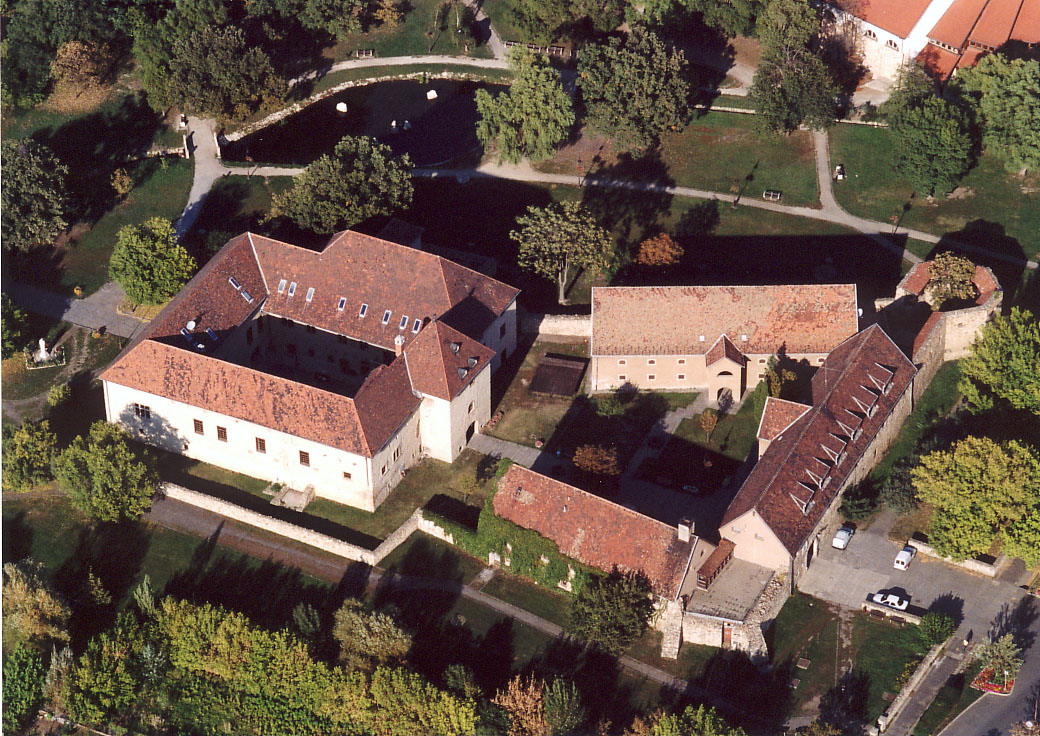
Légifotó a várról
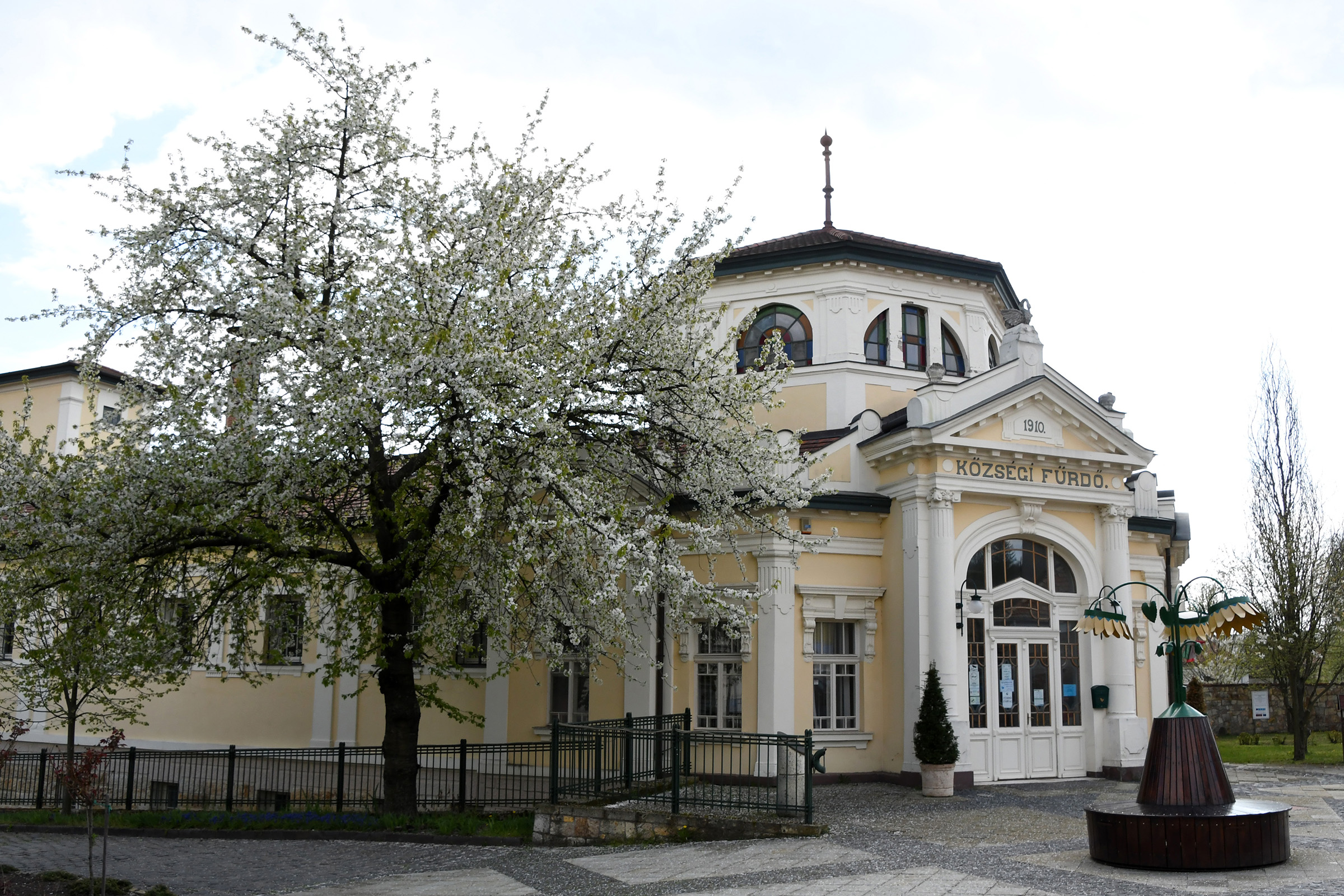
Községi fürdő, 1910
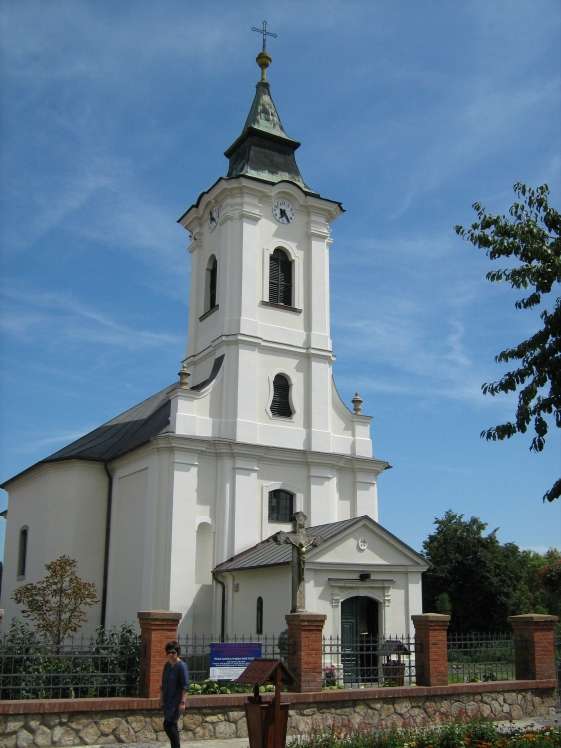
Katolikus templom
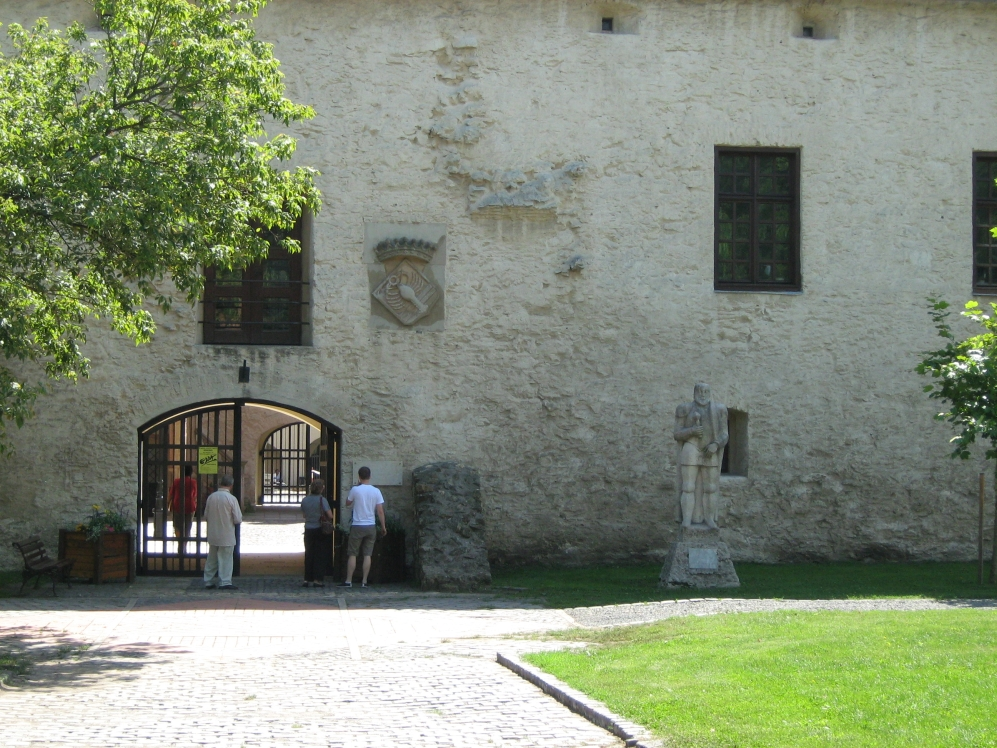
A Rákóczi-vár bejárata
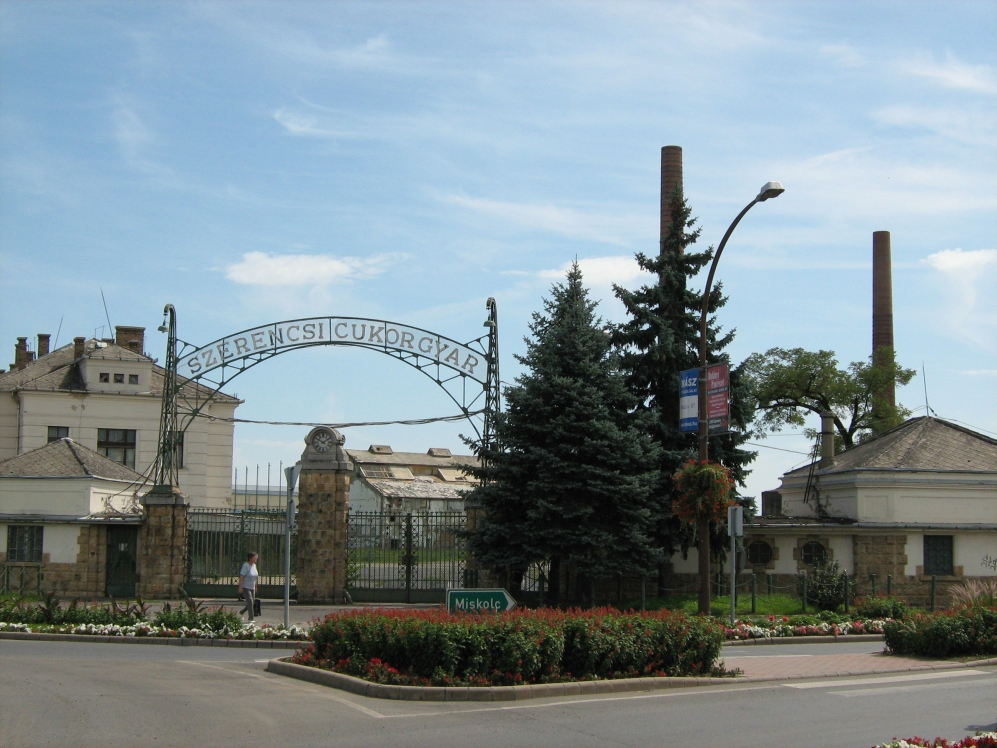
Cukorgyár
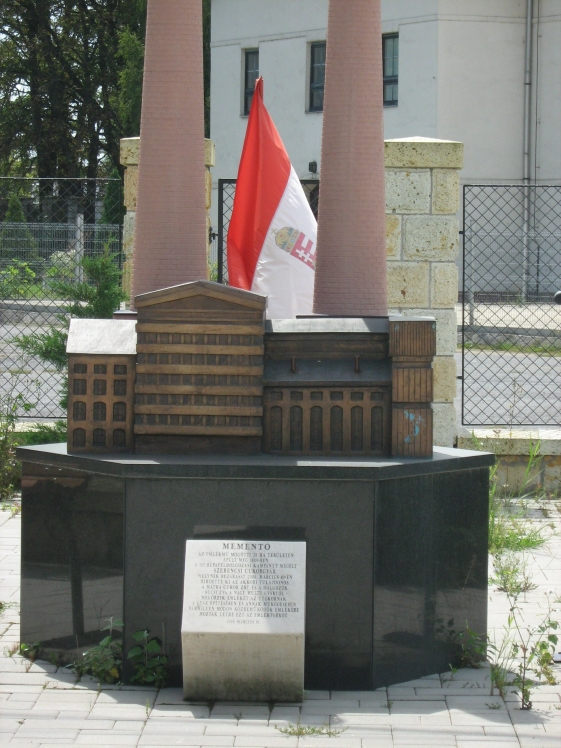
Cukorgyári emlékmű
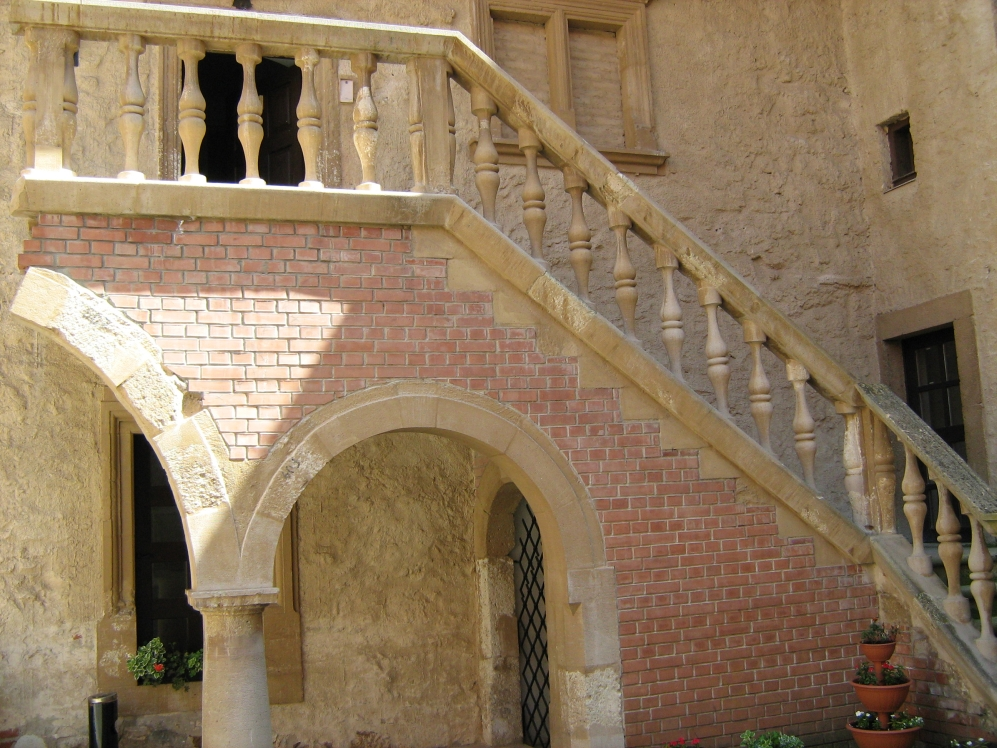
Rákóczi-vár (loggia)
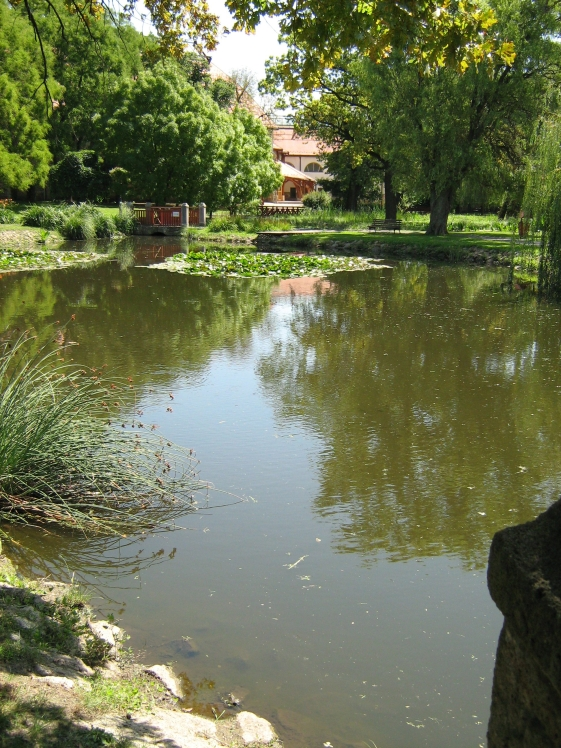
Rákóczi-vár, várkert
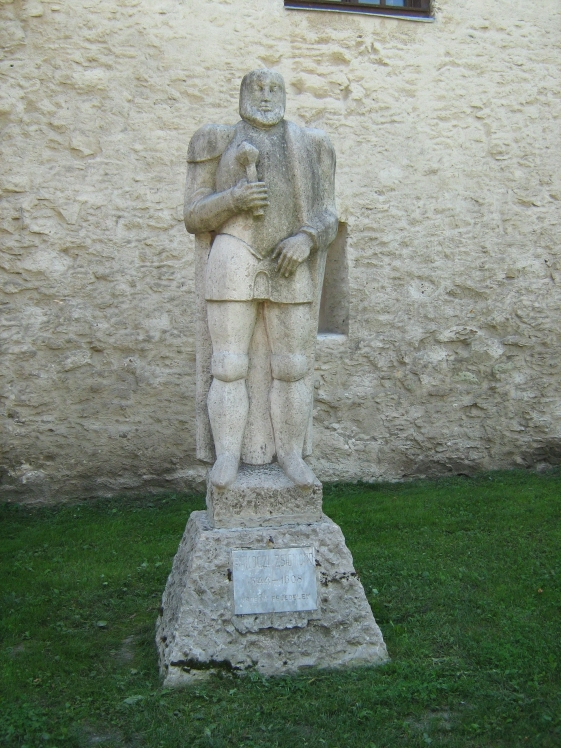
Rákóczi Zsigmond erdélyi fejedelem szobra
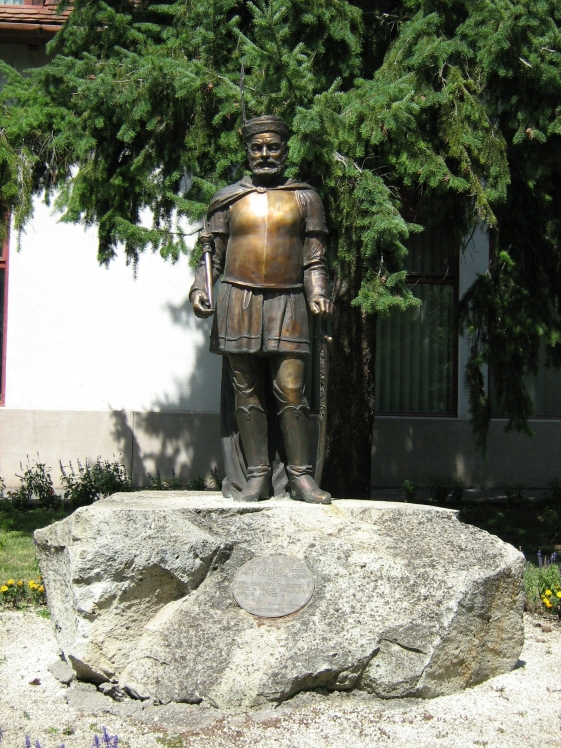
Bocskai István szobra
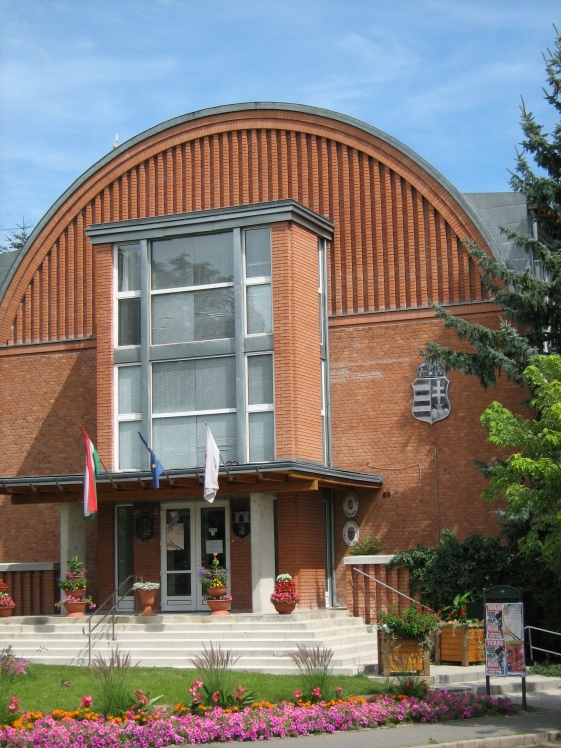
Városháza

## Testvérvárosok
- Geisenheim, Németország
- Hesperange, Luxemburg
- Malchin, Németország
- Nyárádszereda, Románia
- Rozsnyó, Szlovákia
- Podgora, Horvátország

## Híres emberek
- Itt született 1593-ban I. Rákóczi György erdélyi fejedelem és testvére, Rákóczi Pál, 1596 körül, aki a család katolikus ágát vitte tovább. A harmadik testvér, Rákóczi Zsigmond is a városban született, 1595-ben.
- 1605. április 20-án a szerencsi országgyűlés itt választotta Magyarország fejedelmévé Bocskai Istvánt.
- Itt élt 1804 és 1806 közt Habsburg–Estei Károly Ambrus főherceg.
- Itt született 1882. szeptember 17-én Bádonyi Gyula labdarúgó, az első magyar labdarúgó-válogatott kapusa.
- Itt született 1884. szeptember 2-án Gáldy Béla középiskolai tanár, az Óbudai Árpád Gimnázium igazgatója.
- Itt született 1896. november 25-én Rochlitz Gyula költő, elbeszélő.
- Itt született 1907. június 29-én Collinásy György festő és fényképész.
- Itt született 1908. június 12-én Fery Antal grafikus, tervezőgrafikus.
- Itt született 1910. november 21-én Both Béla színművész, A tanú című film Bástya elvtársa, illetve a Szomszédok Béla bácsija.
- Itt született 1922. október 1-én Haraszin Tibor színész.
- Itt született 1933. augusztus 2-án Tóth Miklósné, Mészáros Irén festő, művésztanár.
- Itt született 1942. szeptember 5-én Seres József költő, szobrász, grafikus.
- Itt született 1949. augusztus 19-én Gőz István színész.
- Itt született 1959. szeptember 11-én Tóth Enikő színésznő.
- Itt született 1968. március 6-án Béki István költő, performer.
- Itt született 1976. október 2-án Kulcsár Anita kézilabdázó, magyar bajnok, európa bajnok, illetve olimpiai-, világbajnoki ezüstérmes[18]
- Itt született 1990-ben Koncz Zsófia politikus, jogász, országgyűlési képviselő.
- Innen származik Kiss Ádám humorista, a magyar stand-up-comedy kiemelkedő alakja.
- 2008-ban Guinness-rekord dőlt a csokifesztiválon, a világ eddigi legnagyobb csokoládéból épített szobrát készítették el a Boci csokoládéról híres Szerencsen, az első Országos Csokoládé Fesztiválon. Az alkotást Ekker Róbert szerencsi képzőművész egy 350 kilogrammos csokoládétömbből faragta ki, és Csukás István híres csokoládéevő mesehősét, Gombóc Artúrt formázta meg.[19]
- Itt született Ördög Tibor, a Hooligans zenekar énekese.
- Innen származnak Tóth Tibor és Kiss Endy, a Hooligans zenészei.
- Itt hunyt el 1927-ben Ürményi Lajos színész.

## Külső hivatkozások
- Szerencs honlapja
- Látnivalók, turisztikai szolgáltatások Szerencsen – Tokaj-Hegyalja, a Taktaköz és a Hernád-völgye hivatalos turisztikai portálja
- Európai borutak portál
- Szerencs.lap.hu – linkgyűjtemény